# Павло Гончарук
Павло Гончарук (нар. 16 січня 1978, с. Корначівка) — український римо-католицький єпископ, 6 січня 2020 року призначений єпископом Харківсько-Запорізької дієцезії.

## Життєпис
Павло Гончарук народився 16 січня 1978 року в с. Корначівка Ярмолинецького району на Хмельниччині. Священичий вишкіл пройшов у Вищій Духовній Семінарії Святого Духа в Городку. Здобув ліценціат з канонічного права в Університеті кардинала Стефана Вишинського в Варшаві (Польща).
22 червня 2002 року отримав священиче рукоположення. Виконував душпастирські служіння в Кам'янець-Подільській дієцезії. Від 2003 року очолював дієцезальне відділення «Карітас-Спес», від 2005 по 2016 рік виконував служіння захисника подружнього вузла в дієцезальному церковному трибуналі, а 2016 року призначений суддею в цьому трибуналі. Крім того, був дієцезальним економом та військовим капеланом.
Володіє українською, польською, російською, італійською та німецькою мовами.

## Єпископ
6 січня 2020 року папа Франциск номінував отця Павла Гончарука на єпископа Харківсько-Запорізької дієцезії. Єпископські свячення Павла Гончарука відбулися 14 лютого 2020 року.